# Józef Szafranek
Józef Szafranek, właśc. Joseph Schaffranek (ur. 18 lutego 1807 w Gościęcinie, zm. 7 maja 1874 w Bytomiu) – śląski ksiądz katolicki, działacz społeczny, polityczny, tłumacz, autor i wydawca. W latach 1840–1874 proboszcz parafii Wniebowzięcia Najświętszej Maryi Panny w Bytomiu.

## Życiorys
Urodził się w Gościęcinie jako syn miejscowego młynarza. Po zakończeniu studiów we Wrocławiu przyjął tam 9 marca 1831 roku święcenia kapłańskie. W latach 1831–1832 był wikarym w Grzędzinie. W latach 1832–1839 był wikarym w Raciborzu. W 1839 r. założył pierwsze w Europie koło czytelnicze w Bytomiu. Od 1840 roku do śmierci był proboszczem bytomskiej parafii Wniebowzięcia Najświętszej Maryi Panny w Bytomiu. Działał w ruchu trzeźwości ks. Jana Alojzego Ficka z Piekar Śląskich. W tym czasie wygłosił kazanie dla Polaków z Berlina, w którym wzywał do trzeźwości i zachowania języka polskiego.
Deputowany do Pruskiego Zgromadzenia Konstytucyjnego w 1848 r. i Pruskiego Zgromadzenia Narodowego, w 1848 r. w okręgu bytomsko-tarnogórskim, a w 1849 r. w okręgach żorskim i gliwickim. Pierwotnie zasiadał w ławach lewicy (niemieckich demokratów), a w kolejnej kadencji przeniósł się do Koła Polskiego, po wstąpieniu do niego Marcina Gorzołki. „W konstytuancie pruskiej ks. Szafranek oświadczył w dniu 24 sierpnia 1848 r., iż Górnoślązacy nie interesują się dążnościami politycznymi Polaków w Poznańskiem i chodzi im jedynie o sprawy językowe”. Uczestnicy wieców, w których przemawiał wznosili okrzyki: „Niech żyje narodowość śląska”. Niekiedy przypisuje mu się udział w założeniu Ligi Polskiej, chociaż nie potwierdzono nawet jego przynależności do Ligi.
Podczas Wiosny Ludów w dniu 21 lipca 1848 r. w niemieckim Zgromadzeniu Narodowym, ks. Szafranek przedstawił wniosek, w którym proponował w ośmiu punktach zmiany dla „po polsku mówiących Ślązaków”. Dotyczyły one m.in. wydawania praw, rozkazów, dekretów, rozporządzeń, nakazów i obwieszczeń również w języku polskim oraz wprowadzenia języka polskiego jako dodatkowego języka wykładowego w udzielaniu nauki religii i nauki elementarnej w powiatach, wsiach i koloniach zamieszkanych przeważnie przez ludność polskojęzyczną. Z uwagi na charakter swojej działalności, miał być przez niektórych nazywany Śląskim Rejtanem.
W 1851 r. musiał zrzec się mandatu, gdyż jego wypełnianie kolidowało z pracą duszpasterską, wcześniej krytykowany przez zwierzchników za swoją lewicową postawę (gdy biskup zakazał mu zasiadania w ławach poselskich lewicy – stał przez całe posiedzenia), a tym samym zakończyć karierą polityczną.
W czasie epidemii cholery i tyfusu opiekował się chorymi, ubogimi i sierotami.
W 1855 roku napisał list do bytomskiego magistratu, motywujący potrzebę utrakwistycznego (dwujęzycznego) szkolnictwa. Jednak w r. 1856 wbrew jego intencjom podzielono klasy dwujęzyczne na polskie i niemieckie. Założył pierwszą żeńską szkołę zawodową w 1853 r. oraz przyczynił się do założenia katolickiego gimnazjum w Bytomiu w 1867 r., a także w r. 1869 szkoły średniej dla dziewcząt i ochronki. Sprowadził do Bytomia Siostry szkolne de Notre Dame.
Współzałożyciel kasyna katolickiego; twórca Stowarzyszenia Rodzin Chrześcijańskich. Zakładał „szkoły niedzielne”, wprowadził msze św. szkolne, nabożeństwa i kazania dla dzieci; wprowadził zwyczaj częstego przystępowania do Komunii św.; organizował pielgrzymki do Piekar i na Górę Świętej Anny.
Wskutek obrażeń po wypadku zmarł w dniu 7 maja 1874 roku w Bytomiu. Na jego pogrzebie mowę wygłosił ks. Antoni Stabik.
Księdza Józefa Szafranka pochowano na cmentarzu Mater Dolorosa w Bytomiu.
Szafranek określał się jako pruski patriota, a jego działania na rzecz o dwujęzyczności wypływały głównie z duszpasterskiej troski o wiernych.

## Działalność wydawnicza
- Od 1844 r. wydawał kalendarze;
- w 1846 r. opracował zbiór polskich i niemieckich pieśni kościelnych;
- w 1850 r. wydał Leksykon języka górniczego;
- w 1855 r. Żywoty dwóch błogosławionych jezuitów Jana Britto i Andrzeja Boboli.